# Ла Гранж, Анри-Луи де
Анри-Луи де Ла Гранж (фр. Henry-Louis de La Grange; 26 мая 1924, Париж — 27 января 2017, Морж) — французский музыковед
. Исследователь жизни и творчества Густава Малера.

## Биография
Родился в семье французского аристократа. Годы Второй мировой войны провёл на родине своей матери — в Соединённых Штатах и музыку изучал сначала в Йельском университете. В 1945 году в Нью-Йорке он услышал Девятую симфонию Густава Малера под управлением Бруно Вальтера и нашёл своё жизненное призвание.
По возвращении во Францию продолжил своё обучение в Париже под руководством Ивонн Лефебюр и Нади Буланже. С 1952 года как музыкальный критик публиковался во многих французских и зарубежных, прежде всего американских, изданиях. Широкую известность Ла Гранжу принесла монументальная монография «Густав Малер» (Gustav Mahler). Её первый том был издан в Нью-Йорке в 1973 году; в 1979—1984 годах во Франции вышло трёхтомное издание; в дальнейшем этот труд был переработан и дополнен и составил четыре тома. Но уже неполные его издания принесли учёному международное признание и были удостоены ряда престижных премий.
Уделял значительное внимание пропаганде творчества Малера — как организатор посвящённых ему фестивалей и выставок. В 1986 году вместе с Морисом Флёре он основал в Париже Médiathèque Musicale Mahler, почётным президентом которой является в настоящее время. Во Франции заслуги Ла Гранжа отмечены Орденом Почётного легиона (2006) и Орденом Искусств и литературы (1998). В 2005 году он был награждён и Золотой медалью Международного общества Густава Малера.

## Научные труды
- Mahler, vol. I (1860–1901).  Garden City, New York: Doubleday & Co, 1973, 982 pages, ISBN 978-0-385-00524-1
- Gustav Mahler (на французском, 3-томное издание):
  - vol. 1: Les chemins de la gloire (1860–1899). Paris: Fayard, 1979, 1149 pages, ISBN 978-2-213-00661-1.
  - vol. 2: L'âge d'or de Vienne (1900–1907). Paris: Fayard, 1983, 1278 pages, ISBN 978-2-213-01281-0.
  - vol. 3: Le génie foudroyé (1907–1911). Paris: Fayard, 1984, 1361 pages, ISBN 978-2-213-01468-5.
- Gustav Mahler (на английском, 4-томное издание):
  - vol. 2: Vienna: The Years of Challenge (1897–1904). Oxford: Oxford University Press, 1995, 892 pages, ISBN 978-0-19-315159-8.
  - vol. 3: Vienna: Triumph and Disillusion (1904–1907). Oxford: Oxford University Press, 2000, 1000 pages, ISBN 978-0-19-315160-4.
  - vol. 4: A New Life Cut Short (1907–1911). Oxford: Oxford University Press,  2008, 1758 pages, ISBN 978-0-19-816387-9
- Vienne, une histoire musicale (в 2-х томах)